# Медвідь Петро Іванович
Петро́ Іва́нович Медві́дь (27 серпня 1939, с. Червонопартизанське Носівського району Чернігівської області — 26 серпня 2022, Хотів) — український журналіст і письменник. Заслужений журналіст України (1985). Полковник запасу.

## Родина
- Батько Іван Силович (1917 — загинув на фронті)[1]
- Мати Тетяна Митрофанівна (1920—2000)[1]
- Дружина Надія Іванівна (нар. 1942)[1][2]
- Дочка Тетяна, економіст[1][2]
- Дочка Оксана Денисевич[3][4], художник[1][2][5][6]
  - Зять Борис Денисевич, теледизайнер[7], художник[5][8][9], актор[10][11][12]; з 23 лютого 2022 захищає Україну як боєць ТРО ЗСУ 204 батальйон територіальної оборони у м. Київ у складі 5-ї ОШБр[13]
  - Онук Іван Денисевич[14][15]
  - Онук Данило Денисевич (6 травня 2002 — 3 травня 2023)[16][5][17][18]. Навчався у Київському університеті культури[19], кінофакультет[20][21]; воїн Дозор у складі 5-ї ОШБр[13], загинув на Донеччині 3 травня 2023 року[14][22][23][24]

## Освіта
Закінчив Вище військово-політичне училище й редакторський факультет Військово-політичної академії в Москві (1975—1980).

## Кар'єра
Працював у пресі. У 1970—1975 роках — завідувач відділу, редактор газети «Часовой Родины» Східного прикордонного округу. Згодом — редактор газети «Прикордонник України» (1980—1992). У 1992—1995 роках — начальник прес-служби Держкомкордону України. З 1995 р. — заступник головного редактора газети «Урядовий кур'єр».

## Творчість
Автор кількох книжок, сценаріїв документальних фільмів про прикордонників:
- «Застава за облаками» (1972);
- «Світло зеленої ракети» (1975);
- «Дні і ночі кордону» (1985);
- «Мамина колиска» (2001);
- «Моя чернігівська родина» (2010);
- «Дорога до храму» (2014).

Автор нарису «Стежками партизанської слави» про свого земляка, партизанського командира Миколу Симоненка.

## Громадська діяльність
- Член Національної спілки журналістів України.
- Член Міжнародної асоціації письменників баталістів і мариністів.
- Член Громадської ради при Адміністрації Держприкордонслужби[27].
- Дійсний член Українського товариства «Інтелект нації».
- Один з ініціаторів створення товариства «Чернігівське земляцтво в Києві»[28], член його Ради, Працював виконавчим директором земляцтва.

## Нагороди, відзнаки
- Почесне звання «Заслужений журналіст України» (1985).
- Нагрудний знак «Почесний прикордонник України».
- Почесна грамота Кабінету Міністрів України.
- Лауреат Чернігівської обласної премії імені М. Коцюбинського (2003).